# Bactrocera mayi
Bactrocera mayi är en tvåvingeart som först beskrevs av Hardy 1951.  Bactrocera mayi ingår i släktet Bactrocera och familjen borrflugor. Inga underarter finns listade.